# Turkoskotinga
Turkoskotinga (Cotinga ridgwayi) är en fågel i familjen kotingor inom ordningen tättingar.

## Utseende och läte
Turkoskotingan är en 17,5 cm kotinga med mycket vackert blå fjäderdräkt. Hanen är lysande turkosfärgad, med violett på haka, strupe, övre delen av bröstet och bukens mitt. Den är mestadels svart på vingar och stjärt, med breda blå kanter på vingtäckarna och vingpennorna. På manteln syns också lite mörka fläckar. Honan är sotfärgad ovan, på hjässa och nacke vitprickig. Undersidan är beigefärgad, fint svartprickig på strupen och mer tydligt på bröstet. Fågeln är mestadels tystlåten, med endast vingljud från hanen och skrovliga skrin från honan.

## Utbredning och systematik
Fågeln förekommer utmed Stillahavssluttningen från sydvästra Costa Rica till västra Panama (västra Chiriquí). Den behandlas som monotypisk, det vill säga att den inte delas in i några underarter.

## Status och hot
Turkoskotingan har en liten världspopulation bestående av uppskattningsvis endast 1 250–2 820 vuxna individer. Den tros också minska i antal till följd av habitatförlust. Den är därför upptagen på internationella naturvårdsunionen IUCN:s röda lista över hotade arter, kategoriserad som sårbar (VU).

## Namn
Fågelns vetenskapliga artnamn hedrar den amerikanske ornitologen Robert Ridgway (1850-1929).